# 1358 en santé et médecine
| Années de la santé et de la médecine : 1355 - 1356 - 1357 - 1358 - 1359 - 1360 - 1361    |
| Décennies de la santé et de la médecine : 1320 - 1330 - 1340 - 1350 - 1360 - 1370 - 1380 |

Cet article présente les faits marquants de l'année 1358 en santé et médecine.

## Événements
- 8 octobre : fondation de la maison-Dieu Saint-Yves à Rennes, par Eudon Le Bouteiller[1].
- Fondation à Marseille par Bernard Garnier de l'hôpital Saint-Jacques-de-Galice « pour accueillir les malades et enfants de sexe féminin », établissement qui sera réuni à l'hôpital du Saint-Esprit en 1592 [2].
- Fondation à Rouen, par l'archevêque Guillaume de Flavacourt, d'un hôpital « pour un petit nombre de pauvres étudiants », dit collège des Bons-Enfants[3].
- La fondation par l'empereur Charles IV de la station thermale de Carlsbad, aujourd'hui en Tchéquie, a été proposée sans preuve comme datant de 1358[4].
- Boccace achève son Décaméron, recueil dont les récits se déroulent en 1348 pendant la grande peste à Florence, qui s'ouvre sur un tableau détaillé de l'épidémie et qui rend compte avec précision de la façon dont les faits médicaux sont perçus, à ce tournant du Moyen Âge et de la Renaissance[5].
- Vers 1358 : fondation de l'hospice Sainte-Catherine (Ospedale di Santa Caterina) à Venise, en Italie, par Napoleone Tiberti, prieur des Hospitaliers[6].

## Publication
- Parution du traité Des pouls, des causes, des syndromes et des traitements, du médecin chinois Zhu Danxi[7].

## Décès
- Zhu Zhenheng (né en 1281), médecin chinois, « chef de file du courant de l'entretien du yin[8] ».